# Caucaso occidentale
Il Caucaso occidentale è il territorio occidentale del Caucaso nella Russia che si estende dal Mar Nero al Monte Elbrus.

## Descrizione
Questa regione comprende un patrimonio dell'umanità dell'UNESCO situato 50 km a nord della stazione turistica russa di Soči, e comprende la parte occidentale della catena del Caucaso. Come spiegato dagli specialisti dell'UNESCO, è l'unica grande montagna europea a non aver subito l'impatto umano. Il suo habitat è incredibilmente vario rispetto alla dimensione della zona, e spazia dalle pianure ai ghiacciai.
L'area comprende la Riserva naturale della Biosfera del Caucaso (in russo Кавказский государственный природный биосферный заповедник?), categorizzata con metodo IUCN come Ia. Il parco venne istituito dal governo sovietico nel Kraj di Krasnodar, in Adighezia e in Karačaj-Circassia nel 1924 per salvaguardare gli esemplari da 85 metri di Abete di Nordmann, forse i più alti alberi d'Europa, ed una foresta unica formata da alberi della morte e da bossi comuni all'interno della città di Soči. Circa un terzo delle specie vegetali presenti sono state riconosciute come endemiche.
L'area comprende anche il parco nazionale di Soči (categoria IUCN II).
Il Caucaso occidentale è anche il luogo di origine e di reintroduzione del bisonte europeo con l'ultimo esemplare ucciso dai bracconieri in questo luogo nel 1927 e poi reintrodotti molti decenni dopo.